# Ganerreçu
Ganerreçu[a] (em fon,Gane(y)hesu), de acordo com a tradição fon do Reino de Daomé, foi um nobre de Abomei, no atual Benim, no século XVII. Era filho e herdeiro aparente do arroçu Dobagri-Donu. Com sua morte, Ganerreçu foi a Aladá, onde foi enterrado o corpo de seu pai junto dos ancestrais, para ser sagrado rei, buscar certas relíquias ou receber as escarificações faciais de Agassu. Em sua ausência, seu irmão mais novo Dacodonu tomou o trono.

## Símbolos e lema
Ganerreçu tinha um pássaro, um tambor e uma clava como símbolo. Seu lema era que ele era o maior pássaro e tambor sonoro, que ninguém pode impedi-lo.

## Instalação em Abomei
Segundo a tradição oral, os ajás foram conduzidos a Aladá pelo rei Agassu da cidade de Tadô. Agassu era filho de uma princesa de Tadô e de um leopardo (ou, em algumas versões, de um bravo caçador iorubá). Quando Agassu tentou dominar Tado, ele foi derrotado e, em vez disso, mudou-se com seus seguidores para fundar a cidade de Aladá.
Por volta de 1600, três irmãos (dois em algumas versões) da linhagem de Agassu disputaram a sucessão ao trono e foi decidido que cada um estabeleceria um novo território. O acordo foi alcançado em Huebô de que Teabanlim fundaria um estado no que hoje é Porto-Novo, outro filho assumiria o controle em Aladá e Dô-Aclim se estabeleceria no planalto de Abomei ao norte. Diz-se que Dô-Aclim trouxe presentes significativos para a população local e assim foi permitido viver entre eles, a mistura da população local com o Ajá de Aladá criou o novo grupo étnico, os fons.
O filho de Dô-Aclim (ou neto em algumas versões) Dacodonu tornou-se o fundador do palácio e do reino de Daomé por volta de 1640 ao derrotar um chefe local. O antropólogo J. Cameron Monroe afirma que as conexões da linhagem com a realeza em Aladá são provavelmente uma criação posterior usada para legitimar a conquista de Aladá e outros aspectos como a rivalidade do Daomé com Porto-Novo.